# Отношения между Мароко и Русия

## Руската империя и Мароко
```
Развитието на руско-мароканските отношения започват през 1777 г. по инициатива на мароканския султан Мохамед III Бен Абдулах. Той предлага на руската императрица 
Екатерина II
, да се установят контакти и да се развие търговският обмен между двете страни. През ноември 1897 г. в Танжер започва да функционира Генералното консулство на 
Руската империя
. Първият дипломатически представител на Русия в Мароко е Василий Романович Бахерахт. Руски военни кораби са посрещани в Мароко, през 1897 г. броненосецът „Петропавловск“; в Танжер през 1904 г., тихоокеанската ескадра. През 1912 г. Мароко става протекторат и руската мисия остава само в Танжер.
```

### Мароко и СССР
```
Дипломатическите отношения между Мароко и 
СССР
 са установени на 1 септември 1958 г. На 10 октомври 1961 г. Мароко е посетен от Брежнев, а през октомври 1966 г. крал Хасан II посещава Русия. На 30 декември 1991 г. Мароко признава Руската федерация за наследник на Съветския съюз.
```

### Руската общност в Мароко
До 1920 г. руската общност в Мароко е не повече от две дузини. Гражданска война в Русия води до значителен ръст на руското население в Мароко – основно елита (така наречените благодордници), които заемат високи постове или започват собствен бизнес. През 1946 -1950 г. има втора вълна на емиграция в Мароко. Тогава се преселват не повече от две хиляди руснаци, значителна част, от които представляват емигранти от Източна Европа, бягащи, заради страха от социализма.

### Икономическо сътрудничество
През 2010 г. търговския оборот между Русия и Мароко надвишава 2 млрд. долара.

### Сътрудничество в сферата на науката и знанието
През 2001 г., руска ракета извежда първият марокански спътник в космоса.